# Platanthera deflexilabella
Platanthera deflexilabella är en orkidéart som beskrevs av Kai Yung Lang. Platanthera deflexilabella ingår i släktet nattvioler, och familjen orkidéer. IUCN kategoriserar arten globalt som sårbar. Inga underarter finns listade i Catalogue of Life.